# Großsteingräber bei Vilmnitz
Die Großsteingräber bei Vilmnitz waren elf oder zwölf megalithische Grabanlagen der jungsteinzeitlichen Trichterbecherkultur bei Vilmnitz, einem Ortsteil von Putbus auf der Insel Rügen im Landkreis Vorpommern-Rügen, Mecklenburg-Vorpommern. Sie wurden vermutlich im 19. oder frühen 20. Jahrhundert zerstört.

## Lage
Friedrich von Hagenow vermerkte die Lage der Gräber auf seiner Special Charte der Insel Rügen. Sie lagen nahe einer nach Süden führenden Straße, die etwa der heutigen Vilmnitzer Chaussee zwischen Vilmnitz und Lauterbach entspricht. Ein Grab lag etwas abseits östlich dieser Gruppe. Am Rand der Vilmnitzer Chaussee steht heute noch ein einzelner Findling. Ob er ursprünglich zu einem der Gräber gehörte, ist unklar.
Einige hundert Meter westlich und nordwestlich des einstigen Standortes der Gräber befinden sich noch heute die beiden Großsteingräber bei Lonvitz.

## Beschreibung

### Architektur
Die Gräber wurden durch von Hagenow nicht genauer beschrieben, sondern nur listenartig erfasst. Da von Hagenow die Großsteingräber Rügens aber in drei Typen unterteilte, ist zumindest eine ungefähre Rekonstruktion ihres ursprünglichen Aussehens möglich. Er führte insgesamt elf Gräber auf. Von diesen gehörten neun seinem ersten Typ an, das heißt, es handelte sich um überhügelte Grabkammern ohne Steinumfassung. Zwei Gräber gehörten seinem dritten Typ an und besaßen damit ein rechteckiges oder trapezförmiges Hünenbett mit steinerner Umfassung. Bei allen Grabkammern dürfte es sich um Großdolmen gehandelt haben, da fast ausnahmslos alle Großsteingräber Rügens eine solche Grabkammer besitzen.

### Funde
Das Stralsund Museum besitzt zwei Flachbeile und vier Klingen oder Abschläge aus Feuerstein, die aus einer Privatsammlung stammen und ursprünglich in einem Großsteingrab bei Vilmnitz gefunden worden sein sollen. Nähere Angaben zu den Fundumständen liegen nicht vor. Es ist daher unklar, ob die Gegenstände aus einem der Gräber stammen, die bereits von Hagenow aufgeführt hatte oder ob es sich um ein später aufgedecktes Grab gehandelt hat.